# Magda Schneider
Pour les articles homonymes, voir Schneider.
Magda Schneider ou Magdalena Schneider, de son vrai nom Maria Magdalena Schneider (Augsbourg, 17 mai 1909 – Berchtesgaden, 30 juillet 1996), était une comédienne et chanteuse allemande, mère de l'actrice Romy Schneider.

## Biographie
Elle naît le 17 mai 1909 à Augsbourg en Bavière, fille de l'installateur/régisseur Xaverius (ou Franz Xavier) Schneider et de Maria, née Meier-Hörmann, comédienne ambulante. Après avoir exercé le métier de sténographe pour un céréalier, elle étudie le chant au conservatoire d'Augsbourg et le ballet au théâtre municipal de cette ville. Elle fait ses débuts dans un rôle de soubrette au Staatstheater am Gärtnerplatz de Munich. Elle est découverte par le cinéma en 1930. Certaines des chansons qu'elle interprète dans ses films sont devenues des classiques.
En 1937, elle épouse à Berlin-Charlottenbourg l'acteur viennois Wolf Albach-Retty (1906-1967), rencontré lors d'un tournage en 1933 et dont elle aura deux enfants : Rosemarie Magdalena Albach dite Romy, la future actrice Romy Schneider (1938-1982), et Wolf-Dieter, chirurgien, né en 1941. Le couple passe sa vie entre les plateaux de tournage et la propriété de Mariengrund à Schönau am Königssee, près de Berchtesgaden (Bavière) où leurs enfants sont souvent confiés aux soins de leurs grands-parents maternels. Magda Schneider voisine du cercle d'Adolf Hitler, côtoie Martin Bormann.
Son union avec Wolf Albach-Retty est dissoute en 1945 à la suite des infidélités répétées de Wolf ; elle épouse en 1953 le restaurateur de Cologne Hans-Herbert Blatzheim, déjà père de trois enfants. La même année, elle propose au producteur de Quand refleuriront les lilas blancs, Kurt Ulrich, d'engager sa fille de quinze ans, qui a passé quatre années dans un pensionnat en Autriche, pour jouer à ses côtés. C'est ainsi que va naître la carrière de Romy Schneider. Par la suite, Magda Schneider, qui jouera à nouveau le rôle de la mère de sa propre fille dans la série des Sissi, se consacrera essentiellement à la carrière de Romy.
Elle apparaîtra encore dans des séries télévisées à la fin des années 1960.
Blatzheim décède en 1968. En 1982, Magda Schneider se marie en troisièmes noces avec le caméraman Horst Fehlhaber (1919-2010), avec qui elle passera le restant de sa vie à Schönau am Königssee (Bavière). 
Sa fille Romy meurt avant elle, le 29 mai 1982, moins d'un an après le décès accidentel du fils de celle-ci, David (1966-1981).
Magda Schneider meurt le 30 juillet 1996 à Berchtesgaden (Bavière), où elle est inhumée.

## Filmographie
- 1932 : La Chanson d'une nuit de Pierre Colombier et Anatole Litvak
- 1933 : Une histoire d'amour (Liebelei) de Max Ophüls
- 1937 : Frauenliebe - Frauenleid d'Augusto Genina
- 1941 : Am abend auf der Heide
- 1942 : Liebeskomödie
- 1953 : Quand refleuriront les lilas blancs de Hans Deppe
- 1954 : Les Jeunes Années d'une reine (Mädchenjahre einer Königin) d'Ernst Marischka
- 1955 : Sissi d'Ernst Marischka: Ludovica en Bavière
- 1956 : Sissi impératrice (Sissi - Die junge Kaiserin) d'Ernst Marischka : Ludovica en Bavière
- 1957 : Sissi face à son destin (Sissi - Schicksalsjahre einer Kaiserin) d'Ernst Marischka: Ludovica en Bavière
- 1957 : Mam'zelle Cri-Cri (Die Deutschmeister) Ernst Marischka : Thérese Hubner, la tante de Cri-cri
- 1958 : Un petit coin de paradis (Robinson soll nicht sterben) de Josef von Báky : Mme Cantle
- 1958 : Éva ou les Carnets secrets d'une jeune fille (Die Halbzarte) de Rolf Thiele: la mère